# Tout sauf les armes
Tout sauf les armes (sigle anglais : EBA ou Everything but Arms) est une initiative de l'Union européenne qui vise à supprimer les barrières douanières de l'Union européenne vis-à-vis des biens produits dans les Pays les moins avancés, soit 48 pays. Cette initiative s'inscrit dans le cadre du Système généralisé de préférences et de l'accord de Cotonou.

## Histoire
Cette initiative est programmée par la Commission européenne en octobre 2000. Elle est ensuite adoptée par le Parlement européen le 26 février 2001 et elle est entrée en vigueur le 5 mars 2001.

## Biens concernés
Cette suppression de droit de douane comme son nom l'indique ne concerne pas l'armement. Certains biens alimentaires tels que les bananes, le sucre ou encore le riz ne sont intégrés à cette initiative que progressivement jusqu'en 2009. Cependant au moment où cette initiative est lancée un grand nombre de biens produits (biens industriels, textiles, certains biens agricoles) dans les Pays les moins avancés sont déjà exemptés de droits de douanes européens. Ainsi cette initiative a surtout eu un impact sur les biens agricoles, qui n'étaient alors que partiellement libres de droits de douanes européens pour les pays les plus pauvres. Cela a engendré d'une part une protestation du monde agricole européen et de ses représentants, ce qui explique d'autre part la libération progressive sur le sucre, le riz et la banane, sur une période transitoire pour prendre en compte ces protestations.

## Pays concernés
Les pays concernés par ce programme sont : le Soudan, la Mauritanie, le Mali, le Burkina Faso, le Niger, le Tchad, le Cap-Vert, la Gambie, la Guinée-Bissau, la Guinée, la Sierra Leone, le Liberia, le Togo, le Bénin, la République centrafricaine, la Guinée équatoriale, Sao Tomé-et-Principe, la République démocratique du Congo, le Rwanda, le Burundi, l'Angola, l'Éthiopie, l'Érythrée, Djibouti, la Somalie, l'Ouganda, la Tanzanie, le Mozambique, Madagascar, les Comores, la Zambie, le Malawi, le Lesotho, Haïti, les Îles Salomon, Tuvalu, Kiribati, le Vanuatu, Samoa.
le Yémen, l'Afghanistan, le Bangladesh, les Maldives, le Népal, le Bhoutan, la Birmanie, le Laos et le Cambodge.